# Rangit
Der Rangit (Hindi रंगीत Raṅgīt, englisch Rangeet River) ist ein etwa 82 km langer rechter Nebenfluss der Tista im westlichen Teil des indischen Bundesstaates Sikkim sowie an der Grenze zu Westbengalen.

## Verlauf
Der Rangit entspringt im Himalaya auf einer Höhe von etwa 3400 m 10 km ostsüdöstlich vom Narsing sowie 33 km südöstlich vom Achttausender Kangchendzönga. Der Rangit durchfließt auf seinen ersten 60 km den Himalaya in südlicher Richtung. 3 km oberhalb von Legship trifft der Rathong Chu von rechts auf den Rangit. Bei Jorethang mündet der wichtigste Nebenfluss, der Rammam, von rechts in den Rangit. Der Rangit wendet sich anschließend nach Osten und bildet auf seinen unteren 20 km die Grenze von Sikkim zum südlich angrenzenden Bundesstaat Westbengalen. Schließlich mündet der Rangit in die nach Süden strömende Tista. 
Der Rangit führt das ganze Jahr über Wasser. Im Frühjahr bildet die Schneeschmelze einen wichtigen Faktor. Zwischen Juni und September bestimmen die Niederschläge des Monsun die Abflüsse des Rangit. Der Wildwasserfluss Rangit ist ein beliebtes Gewässer für Raftingtouren. Die Schwierigkeitsgrade liegen bei IV. Die beste Zeit ist zwischen Oktober und April.

## Wasserkraftnutzung
Am Rangit befinden sich mehrere Wasserkraftwerke.
Der Rangit wird unterhalb der Einmündung des Rathong Chu von der 45 m hohen Talsperre (⊙) des Rangit-III-Wasserkraftwerks aufgestaut. Der Stauraum beträgt 1,175 Mio. m³. Ein Teil des Flusswassers wird über einen Tunnel und einen Druckstollen zum 3,2 km entfernten am linken Flussufer gelegenen Kraftwerk (⊙) geleitet. Das Rangit-III-Wasserkraftwerk wurde im Jahr 2000 in Betrieb genommen. Es besitzt drei Turbinen zu je 20 MW.
Flussabwärts befindet sich das im Bau befindliche Wasserkraftwerk Rangit-IV. Bei Flusskilometer 38 entsteht eine 44 m hohe Betongewichtsstaumauer (⊙). Über einen 6488 m langen Tunnel sowie einen 247 m langen Druckstollen soll das abgeleitete Wasser zum Kraftwerk geführt werden. Die Brutto-Fallhöhe liegt bei 123,5 m, die Netto-Fallhöhe bei 103,67 m. Das Kraftwerkshaus (⊙) befindet sich an der Einmündung des Rhotak Khola. Es soll mit 3 vertikalen 40 MW-Francis-Turbinen ausgestattet werden und es wird eine Jahresenergieproduktion von 513 GWh erwartet.
Weiter flussabwärts befindet sich 3 km nördlich von Jorethang der Staudamm des „Jorethang Loop“-Wasserkraftwerks (⊙). Das abgeleitete Flusswasser wird über einen 6,8 km langen Tunnel und einem sich anschließenden Druckstollen zum Kraftwerkshaus (⊙) geführt. Es verfügt über zwei Einheiten zu je 48 MW. Die Jahresenergieproduktion liegt bei etwa 445 GWh. Aufgrund der Umleitung führt der Rammam bei seiner Mündung bei Jorethang gewöhnlich mehr Wasser als der Rangit.